# Dresden Challenger 1994
Il Dresden Challenger 1994 è stato un torneo di tennis facente parte della categoria ATP Challenger Series nell'ambito dell'ATP Challenger Series 1994. Il torneo si è giocato a Dresda in Germania dal 9 al 15 maggio 1994 su campi in terra rossa.

## Vincitori

### Singolare
Marcelo Ríos ha battuto in finale  Oliver Gross con il punteggio di 5–7, 6–3, 6–3

### Doppio
Royce Deppe /  Jack Waite hanno battuto in finale  Trevor Kronemann /  Marcos Ondruska con il punteggio di 6–4, 1–6, 6–3